# Hecatera innocens
Hecatera innocens là một loài bướm đêm trong họ Noctuidae.